# زيج-زاج
 Zig-Zag هي علامة تجارية لأوراق التبغ الملفوفة ،والتي نشأت في فرنسا. ينتج عن العلامة التجارية Zig-Zag في المقام الأول المنتجات المرتبطة بالتبغ الملفوف يدويًا مثل أوراق لف السجائر ،وأنابيب السجائر ،وملحقات لف السجائر.

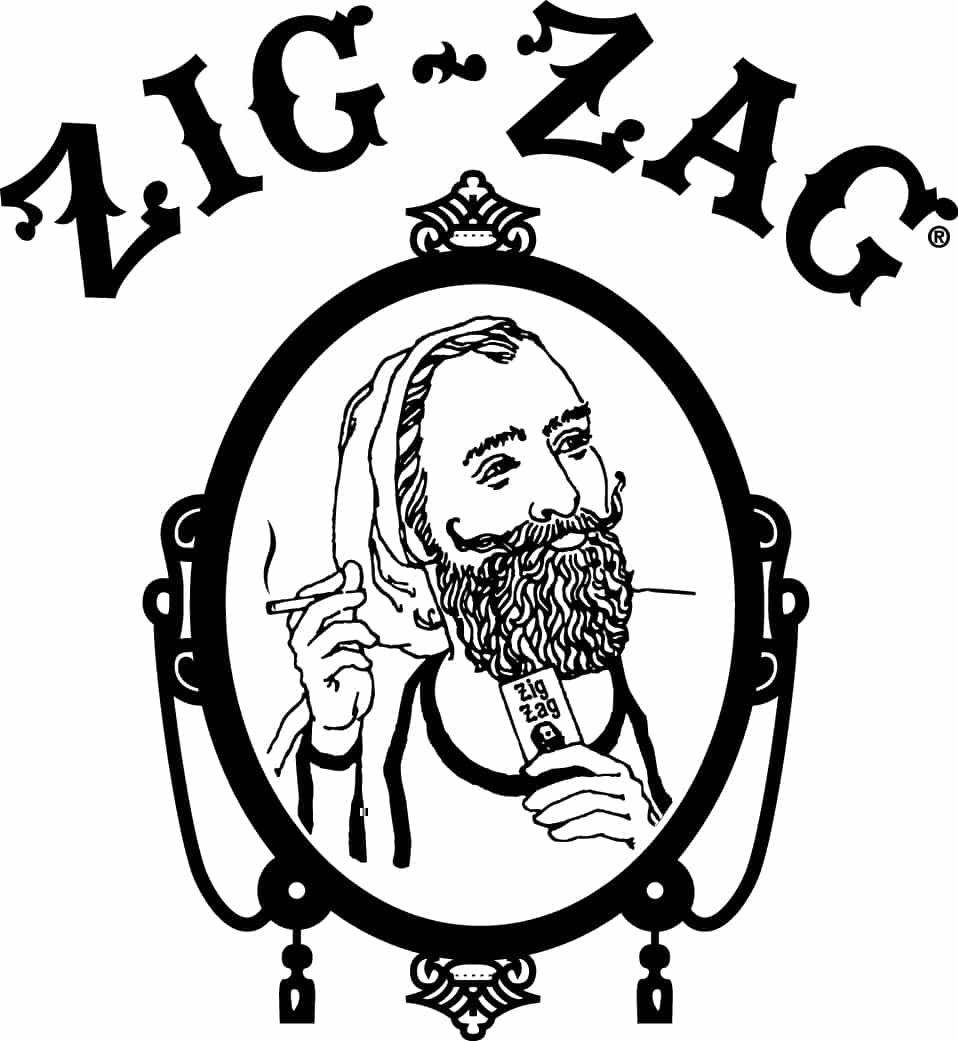
الصناعه: لف الورق والمواد الغذائية ومشروبات التبغ والتصنيع
التأسيس: 1855؛ منذ 168 عامًا
مؤسس: جاك براونشتاين وموريس

## تاريخ
أسست الشركة في عام 1855 على يد موريس وجاك براونشتاين. يقع مقر الشركة في باريس، وفي عام 1882 قامت الشركة ببناء مصنع Papeterie de Gassicourt، وهو مصنع لإنتاج ورق السجائر بالقرب من مدينة Mantes-la-Jolie. وفي عام 1894 اخترع موريس و جاك عملية "تشذير(التداخل)" للأوراق المتداولة. أطلقوا على أوراقهم اسم Zig-Zag على اسم عملية التعبئة والتغليف المتعرجة و المتناوبة . في عام 1900، حصلت شركة Zig-Zag على الميدالية الذهبية في المعرض العالمي في باريس.

لتوسع في عام 1919 إلى مطحنة جديدة في تونون ليه باين. خلال الحرب العالمية الثانية، تم تدمير المرفق الأصلي للشركة في مانت لا جولي، وفي نهاية الحرب، تم نقل جميع الإنتاج إلى مصنع تونون.
مع وفاة جاك براونستين، تم بيع شركة Zig-Zag في الخمسينيات من القرن الماضي إلى شراكة بين Group Bolloré والمنافس JOB. وفي عام 2000، أصبحت شركة Zig-Zag جزءًا من شركة Republic Technologies التي تمتلك مجموعةBolloré تسعةعشرة بالمائة منها.
و في عام 2021، أعلنت شركة Zig Zag وشركة Turning Point Brands, Inc. أنهما ستتعاونان وتطلقان استوديو Zig Zag Studios.[2] ينصب تركيزهم على منصة إعلامية تضم مجموعة واسعة من محتوى الفنانين ،والثقافة ،والفن ،وأسلوب الحياة.[2]

## تسويق

###### الكابتن زيجزاج
يُعرف جندي الزواف الذي تم تصويره على مقدمة منتجات Zig-Zag بالعامية باسم "رجل Zig-Zag". يعود اختيار أحد أعضاء هذا الفوج الفرنسي في شمال إفريقيا كرمز متعرج إلى قصة شعبية عن حادثة وقعت في معركة سيفاستوبول. عندما تم تدمير الأنبوب الطيني للجندي برصاصة، حاول لف التبغ باستخدام قطعة من الورق ممزقة من خرطوشة المسكيت.[3]
و في حملة إعلانية في الستينيات، نشرت شركة Zig-Zag منشورات يظهر فيها الزواف في مواجهة المشاهد (مثل العم سام إلى حد كبير) مع تسمية توضيحية(كابشن) تقول "الكابتن Zig-Zag يريدك!" سبب استخدام رتبة "نقيب" غير واضح حيث تم تصوير الرجل المتعرج وهو يرتدي الطربوش وسترة مطرزة من الزواف العادي وليس ضابطًا.

## في الثقافة الشعبية
.أحد أغلفة Zig-Zag ألهم غلاف الألبوم لـ The Chronic للدكتور دري.
.صُمِمَ أحد ملصقات الحفلة الموسيقية التي تروج لعرض في قاعة أفالون يضم Big Brother والشركة القابضة مع جانيس جوبلين ت ليبدو وكأنه حزمة من Zig-Zags.
.في قصيدة "رباط الحذاء" لتشارلز بوكوفسكي، تم ذكر التعرج: "... الكثير من التعرجات لكن لا يوجد وعاء...."[4]
```
 
وصلة
```

## إليك أيضاً
https://en.m.wikipedia.org/wiki/List_of_rolling_papers

## روابط خارجية
http://www.zigzag.com/
http://www.zigzagpapers.com/
http://www.fundinguniverse.com/company-histories/Groupe-Bolloreacute;-Company-History.html
https://web.archive.org/web/20060702040512/http://www.republic-technologies.com/gb/index_gb.htm